# Stéphanie Foretz Gacon
Stéphanie Foretz Gacon (født 3. maj 1981 i Issy-les-Moulineaux, Frankrig) er en kvindelig professionel tennisspiller fra Frankrig.

## Rangering
Stéphanie Foretz Gacon højeste rangering på WTA single rangliste var som nummer 62, hvilket hun opnåede 24. februar 2003. I double er den bedste placering nummer 42, hvilket blev opnået 19. maj 2008.